# Vaatjesslak
De vaatjesslak (Sphyradium doliolum) is een slakkensoort uit de familie van de Orculidae. De wetenschappelijke naam van de soort werd in 1792 voor het eerst geldig gepubliceerd door Jean Guillaume Bruguière.

## Kenmerken
Het cilindrische slakkenhuisje is 4,5 tot 6 mm hoog en 2 tot 2,5 mm breed. Het heeft 7½ tot 9 licht convexe windingen gescheiden door een ondiepe hechtdraad. De slakkenhuis bereikt zijn grootste breedte in het bovenste derde deel en versmalt vervolgens op de laatste drie windingen naar de mond. De topwinding stijgt iets naar de mond. Het is half bolvormig naar de top gebogen. Het oppervlak van het huisje is mat, hoornkleurig en slechts licht transparant. Het is breed geribbeld, de ribben zijn lamelvormig in verse exemplaren met goed bewaard gebleven periostracum. De afstand tussen de ribben neemt toe bij de laatste gevormde windingen. De mondrand is verbreed of gebogen en sterk verdikt door een witte lip; het wordt onderbroken in het pariëtale gebied. De eivormige tot bijna ronde mond vertoont een middelste wandplooi, zelden een hoekige knobbeltje en twee columellaire plooien, die niet duidelijk van elkaar gescheiden zijn. Juveniele exemplaren hebben tot vier of vijf windingen een open navel, bij volwassen dieren is deze gesloten.

### Vergelijkbare soorten
De soort en het geslacht verschillen van de andere geslachten van Orculinae door het geslachtsapparaat; een speciale penisappendix die wordt ontwikkeld in mannelijke slakken, is afwezig in de andere geslachten. Jonge, niet volgroeide exemplaren van 1-4 windingen lijken niet op de volwassen vorm, maar zijn schijf- of tolvormig.

## Verspreiding en leefgebied
Het belangrijkste verspreidingsgebied van de soort is in Zuid- en Zuidoost-Europa; over het algemeen strekt het zich uit van de Pyreneeën in het westen tot het noorden van Iran en Turkmenistan in het oosten. In Duitsland is de meest noordelijke afzetting bij Porta Westfalica, verder naar het oosten zijn er afzettingen in het zuiden van Polen, op de Krim en in de Kaukasus (Azerbeidzjan, Armenië, Georgië en Rusland). In Zwitserland stijgt het tot 1400 meter, in Bulgarije tot 1900 meter boven zeeniveau. In Nederland komt deze soort alleen in het zuidelijk deel van Limburg voor.
De vaatjesslak leeft in bossen onder het bladafval of tussen puin, in droge muren, vaak ook bij bronnen. Het geeft de voorkeur aan warme en vrij droge leefgebieden, vaak, maar niet uitsluitend, op kalkrijke bodems. Op grotere hoogte is de kans groter dat hij in open terrein wordt aangetroffen.